# Camponotus urichi
Camponotus urichi é uma espécie de inseto do gênero Camponotus, pertencente à família Formicidae.